# Шувое
Шуво́е — посёлок (в 1935—2001 годах посёлок городского типа Красный Ткач) в составе муниципального округа Егорьевск Московской области России. 

## География
Находится на территории Гуслиц — исторической местности на востоке Подмосковья, в которую входит около 60 населённых пунктов. В 2-х километрах находится деревня Равенская. Также неподалёку есть пруд.

## Название
Название посёлка связывают с его расположением на берегу небольшой реки Шувойки (Шувайки) – левом притоке реки Гуслицы.

## История
Впервые деревня Шувое была упомянута в Коломенской писцовой книге Семёна Усова (1627 год). До XVIII века — деревня Шувайка. Шувое упоминается с 1636 года в составе Гуслицкой волости Московского уезда, включавшей в себя сорок четыре населенных пункта до упразднения во время губернской реформы Екатерины II , повлекшего вхождение в состав Богородского уезда Московской губернии.
Шувое, расположенное в стороне от важных торговых путей, после раскола Русской православной церкви, случившегося во второй половине XVII века, многие годы было важным центром старообрядчества, а также книгописания.
До начала XVIII века — дворцовое село, позднее принадлежало А. Д. Меншикову и князьям Долгоруковым. Уже в XVII веке было известно как крупный центр производства хмеля-гусляка.
В 1852 году в Шувое уже работали две ткацких фабрики, в связи с чем после революции село получило название Красный Ткач.
В результате территориальных перекроек 1922 года в составе Егорьевского уезда остались всего 6 сёл: Челохово, Горшково, Панкратовская, Гридино, Нареево и Шувое, причем последние два в результате слияния стали носить единое имя – Шувое.
В 1935 года Шувое получило статус посёлка городского типа и переименовано посёлок городского типа Красный Ткач.
В 2001 году было возвращено историческое название — Шувое, а статус изменён с посёлка городского типа на посёлок (сельский населённый пункт). Тогда же Шувое стало административным центром Шувойского сельского округа.
В 2004 году в ходе муниципальной реформы посёлок вошёл в состав новообразованного городского поселения Егорьевск.
В 2015 году вошёл в состав городского округа Егорьевск, образованного в том же году путем упразднения Егорьевского муниципального района и объединения всех его поселений в единый городской округ.

## Демография
Население — 3016 человек (2021).
| 1926  | 1939  | 1959  | 1970  | 1979  | 1989  |
| ----- | ----- | ----- | ----- | ----- | ----- |
| 2243  | ↗3032 | ↗3269 | ↗3831 | ↘3505 | ↘3357 |
| 2002  | 2006  | 2010  | 2021  |       |       |
| ↘2942 | ↘2849 | ↘2591 | ↗3016 |       |       |

## Старообрядчество в Шувое
Посёлок Шувое находится на окраине исторической области Гуслицы, населённой в основном старообрядцами, сохранившими до настоящего времени свой уникальный быт и культуру.
После раскола Русской православной церкви, случившегося во второй половине XVII века, многие приверженцы старой веры, прячась от властей, находили прибежище в шувойских лесах. В течение двух столетий недалеко от самого села Шувое существовало монашеское поселение, известное как «кельи», куда местные жители приносили еду своим собратьям по старой вере. Основали поселение иноки-старообрядцы, бежавшие из Москвы. «Кельи» существовали до начала 1930-х годов, неоднократно возрождались, подвергаясь гонениям со стороны царской, а после советской власти.
В деревне Шувое существовали три старообрядческие церкви, принадлежавшие к окружническому, неокружническому и лужковскому согласиям. Все они были посвящены Святой Живоначальной Троице и были уничтожены к концу 1930-х годов. В деревне Нареево существовала отдельная окружническая община с храмом Живоначальной Троицы и он также был закрыт. В 1946 году нареевский храм возвращён старообрядцам и действует поныне.
Самосознание жителей Гуслиц, и жителей Шувое в частности, несмотря на многократные административные перекроения, было отлично даже от ближайших соседей и характеризовалось чрезвычайной самобытностью.

## Социальная инфраструктура
В поселке работают детский сад, школа, больница, Дом культуры, библиотека.